# Мозер, Нина Михайловна
Нина Михайловна Мозер (род. 28 августа 1964, Киев) — российский тренер по фигурному катанию. Её ученики становились победителями и призёрами Олимпийских игр, чемпионатов мира и Европы. Заслуженный тренер России.

## Биография
Отец — Михаил Мозер — 27-кратный чемпион СССР по теннису в личном, парном и смешанном разряде. Мать — Светлана Мозер, в девичестве Смирнова — чемпионка СССР в танцах на льду (1958, 1959), впоследствии известный тренер по фигурному катанию. В её группе занимались Алексей Уланов и Сергей Четверухин. Дядя — Иван Мозер — футболист, игравший за сборную СССР.
Никогда не была замужем, воспитала сына Никиту.

### Карьера фигуристки
Фигурным катанием начала заниматься в 1970 году. Тренировалась в киевском Дворце пионеров и школьников им. Н.Островского под руководством своей матери и Петра Орлова.
Нина выступала в парном катании, её партнёром был С. Скорняков. Закончила кататься в пятнадцать лет из-за травмы. В 1987 году окончила Киевский государственный институт физкультуры, с 1997 года — аспирантка НИИ физической культуры.

### Тренерская карьера
Завершив карьеру фигуристки стала тренером. С 1982 по 1990 год обучала фигуристов в структуре Киевского городского совета «Динамо». В период с 1985 по 1991 год была наставником юношеской сборной СССР, затем два года тренировала на Украине как юношескую, так и взрослую сборные. В 1995—2000 годах — тренер юношеской сборной России. В 1996 её ученики Виктория Максюта и Владислав Жовнирский стали чемпионами мира среди юниоров, в 1999 попали в шестерку взрослого чемпионата России.
С 1997 года — тренер в школе «Воробьевы горы» (Москва). В 2001 году на два года уезжала работать в США из-за конфликта с руководством Федерации фигурного катания. Автор ряда научно-методических материалов по проблемам подготовки фигуристов.
В мире фигурного катания была известна как специалист по работе с новичками и юниорами, но в 2010 году стала тренером Татьяны Волосожар и Максима Транькова, которые под руководством Мозер, в 2013 году стали чемпионами мира, а в следующем сезоне — двукратными олимпийскими чемпионами Игр в Сочи. Также её учениками являлись Ксения Столбова и Федор Климов, ставшие серебряными призёрами Олимпийских игр 2014 года.
В 2018 году приостановила активную тренерскую деятельность, сославшись на усталость после Олимпийских игр в Пхёнчхане. Была заместителем руководителя спортивного направления в детском образовательном центре «Сириус» в Сочи. Спустя три года вернулась к тренерской работе с фигуристами.
Кроме самой Мозер, которая ответственна за весь процесс подготовки фигуристов старшей группы, в её группе в разное время со спортсменами работали
- Виталий Москаленко[11] — тренер, ОФП;
- Андрей Хекало[12] — тренер, прыжковая подготовка;
- Павел Киташёв[13] — тренер, ОФП фигуристов младшей группы;
- Станислав Морозов — тренер, парные элементы фигуристов всех групп;
- Владислав Жовнирский[14] — тренер и технический контролёр, осуществляет контроль за уровнем и качеством исполнения элементов;
- Елена Масленникова[15] — хореограф, постановка программ;
- Сергей Залунин[16] — хореограф, хореографическая подготовка в зале.

## Награды и звания
- Орден «За заслуги перед Отечеством» IV степени (24 марта 2014 года) — за большой вклад в организацию подготовки и проведения XXII Олимпийских и XI Параолимпийских зимних игр 2014 года в Сочи и обеспечение успешного выступления сборных команд России[17];
- Медаль ордена «За заслуги перед Отечеством» II степени (29 июня 2018 года) — за успешную подготовку спортсменов, добившихся высоких спортивных достижений на XXIII Олимпийских зимних играх 2018 года в городе Пхенчхане (Республика Корея)[18];
- Медаль «За доблестный труд» (Республика Татарстан, 3 марта 2018 года) — за большой вклад в достижение спортсменами высоких спортивных результатов на XVIII Олимпийских зимних играх 2018 года в городе Пхенчхане (Республика Корея)[19];
- Заслуженный тренер России